# Cosmoconus indicus
Cosmoconus indicus är en stekelart som beskrevs av Gupta 1985. Cosmoconus indicus ingår i släktet Cosmoconus och familjen brokparasitsteklar. Inga underarter finns listade i Catalogue of Life.